# Spoorlijn Saint-Nazaire - Le Croisic
De spoorlijn Saint-Nazaire - Le Croisic is een Franse spoorlijn van Saint-Nazaire naar Le Croisic. De lijn is 25,8 km lang en heeft als lijnnummer 516 000.

## Geschiedenis
De lijn werd geopend door de Administration des chemins de fer de l'État op 11 mei 1879. In 1883 werd de concessie overgedragen aan de Compagnie du chemin de fer de Paris à Orléans, die de aansluitende spoorlijn Tours - Saint-Nazaire in beheer had.

### Tracéwijzigingen
In Saint Nazaire is in 1955 een nieuw station in gebruik genomen zodat doorgaande treinen richting Le Croisic niet langer kop hoefden te maken. Het oude station is daarna verbouwd tot theater.
In 1927 werd de lijn bij La Baule verlegd naar het noorden.

## Treindiensten
De SNCF verzorgt het personenvervoer op dit traject met TGV en TER treinen.
| Serie    | Treinsoort | Route | Bijzonderheden                   |
| -------- | ---------- | --- | -------------------------------- |
| TGV 8900 | TGV (SNCF) | Paris-Montparnasse – Le Mans – Angers-Saint-Laud – Nantes – [ Saint-Nazaire – Le Croisic ] / [ La Roche-sur-Yon – Les Sables-d'Olonne ]                                  |                                  |
| K 1      | TER (SNCF) | Orléans – Beaugency – Blois - Chambord – Amboise – Saint-Pierre-des-Corps – Tours – Saumur – Angers-Saint-Laud – Ancenis – Nantes – Savenay – Saint-Nazaire – Le Croisic | een trein per dag tot Le Croisic |
| K 2      | TER (SNCF) | Nantes – Savenay – Saint-Nazaire – Le Croisic |                                  |

## Aansluitingen
In de volgende plaatsen is of was er een aansluiting op de volgende spoorlijnen:
Saint-Nazaire
RFN 515 000, spoorlijn tussen Tours en Saint-Nazaire
La Baule-Escoublac
RFN 517 000, spoorlijn tussen La Baule-Escoublac en Guérande

## Elektrische tractie
De lijn werd in 1986 geëlektrificeerd met een wisselpanning van 25.000 volt 50 Hz.